# Tyler Durden
Tyler Durden és un personatge de la novel·la de 1996 Club de lluita, de l'escriptor estatunidenc Chuck Palahniuk. A la versió cinematogràfica de 1999, Fight Club, és interpretat per Brad Pitt. A l'obra original, el narrador sense nom coneix Tyler en una platja nudista, però en la versió cinematogràfica es coneixen en un vol d'avió. Tyler fabrica sabó, és projeccionista de cinema i també cambrer en hotels de luxe. En aquestes feines, sol cometre petits crims, que justifica amb la seva aversió al sistema social i financer. La ideologia de Tyler Durden segueix corrents anarquistes, anarcoprimitivistes, ecoanarquistes i anticonsumistes. Viu en una casa que sembla abandonada.
Amb el narrador, és el fundador del club de lluita, on homes de mitjana edat practiquen il·legalment la boxa sense guants per a fer front a la monotonia de les seves vides. Més endavant, ell sol crea el Projecte Mayhem (Projecte Pandemònium en la traducció catalana), que és un grup terrorista i revolucionari que planeja destruir les seus dels bancs més importants del món per a poder establir una societat primitiva.
Al final de l'obra, es descobreix que Tyler és únicament producte de la imaginació del narrador, ja que té personalitats múltiples.